# دانشکده اسلیپر

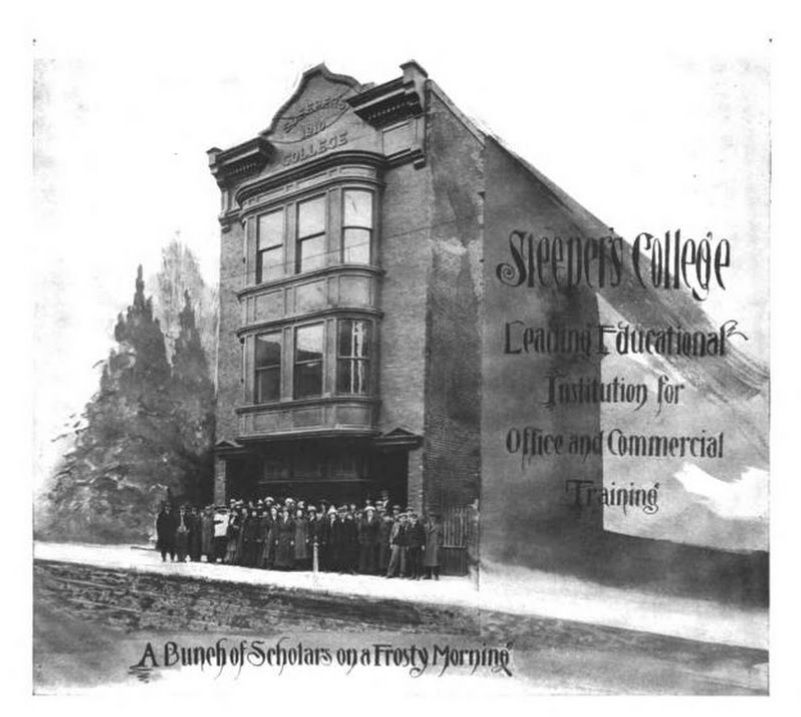
دانشکده اسلیپر در چستر، پنسیلوانیا

دانشکده اسلیپرز (به انگلیسی: Sleeper's College) (همچنین به عنوان دانشکده بازرگانی اسلیپر نیز شناخته می‌شود) یک دانشکده ای بود که از طرف جوزیا اسلیپر در چستر، پنسیلوانیا، در سال ۱۹۱۰ پایه‌گذاری شد. و بعدها در سال ۱۹۷۱، دانشکده چند مایلی به خیابان ۲۸۰۰ ادگمونت در پارک ساید، پنسیلوانیا کنار رفت و بعد از آن تأسیس شد و تا سال ۱۹۸۹ فعالیت داشته‌است

## آدرس و اهداف دانشکده
سالنامه «چستر تایمز» ۱۹۴۴، اینگونه توصیف کرد:
«دانشکده تجاری اسلیپرز، در ساختمان خود در خیابان ۶۲۵ ولز، چستر قرار گرفته، و این دانشکده برای اهداف آموزشی برنامه‌ریزی شده بود. این دانشکده دوره‌های منشی و حسابداری را برای مردان و زنان جوان در آن زمان عرضه می‌نمود و برنامه درسی دانشکده دولتی برای جوانان و بزرگسالان آزاد و آماده می‌کرد. روش آموزش خصوصی به اختصاص برای دانش آموز عقب افتاده سازگار می‌باشد.»